# Le Pont-de-Beauvoisin (Savoie)
Le Pont-de-Beauvoisin település Franciaországban, Savoie megyében. Lakosainak száma 2106 fő (2022. január 1.). Le Pont-de-Beauvoisin Le Pont-de-Beauvoisin, Romagnieu és Domessin községekkel határos.

## Népesség
A település népességének változása:
| Lakosok száma | 2043 | 2071 | 2106 | 2074 | 2073 | 2075 | 2069 | 2087 | 2106 |
|               | 2013 | 2015 | 2016 | 2017 | 2018 | 2019 | 2020 | 2021 | 2022 |